# 诺安河畔昂特兰
诺安河畔昂特兰（法語：Entrains-sur-Nohain，法語發音：[ɑ̃tʁɛ̃ syʁ nɔ.ɛ̃]）是法国涅夫勒省的一个市镇，属于克拉姆西区。

## 地理
诺安河畔昂特兰（47°27'51"N, 3°15'22"E）面积58.73 平方千米，位于法国勃艮第-弗朗什-孔泰大區涅夫勒省，该省份为法国中部省份，北至约讷省，西北接卢瓦雷省，西接谢尔省，南至阿列省，东南接索恩-卢瓦尔省，东临科多尔省。
与诺安河畔昂特兰接壤的市镇（或旧市镇、城区）包括：科尔沃勒洛格约、埃泰拉索万、桑皮、瓦西河畔比利、布伊、拉沙佩勒圣安德烈、锡耶、默内斯特罗。

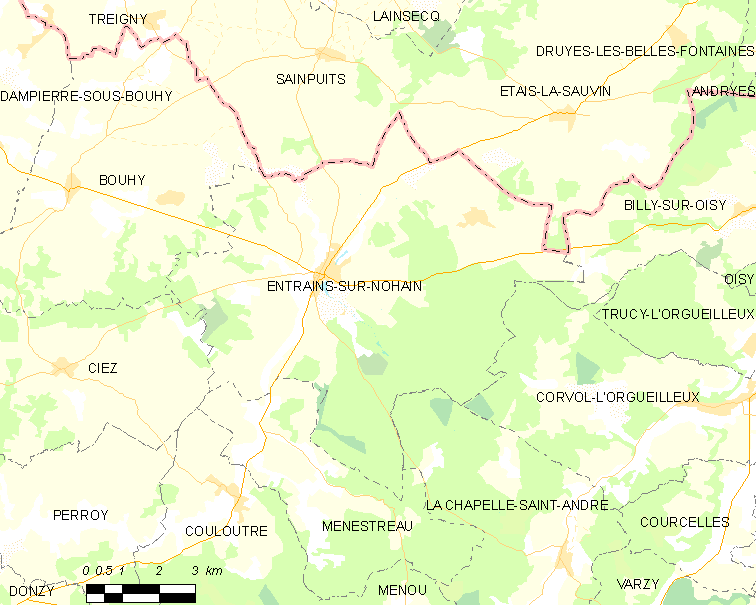
诺安河畔昂特兰的OSM定位图

诺安河畔昂特兰的时区为UTC+01:00、UTC+02:00（夏令时）。

## 行政
诺安河畔昂特兰的邮政编码为58410，INSEE市镇编码为58109。

## 政治
诺安河畔昂特兰所属的省级选区为克拉姆西县。

## 人口

1962-2008年间诺安河畔昂特兰人口变化图示

诺安河畔昂特兰于2022年1月1日时的人口数量为738人。